# Ussy-sur-Marne
Ussy-sur-Marne là một xã ở tỉnh Seine-et-Marne, thuộc vùng Île-de-France ở miền bắc nước Pháp.

## Dân số
Người dân ở Ussy-sur-Marne được gọi là Ussois.
Điều tra dân số năm 1999, xã này có dân số là 841.